# Liste des ambassadeurs allemands en Sierra Leone
La liste des ambassadeurs allemands en Sierra Leone comprend les ambassadeurs de la République fédérale d'Allemagne en Sierra Leone. L'ambassade est basée à Freetown.
Entre 1991 et 2003, l'ambassadeur d'Allemagne à Conakry, en république de Guinée, a été accrédité pour la Sierra Leone. L'ambassade d'Allemagne à Accra, au Ghana, s'occupe des questions juridiques, consulaires et des visas.
| Nom de famille               | mandat      | Remarques         |
| ---------------------------- | ----------- | ----------------- |
| Gerd Deyle                   | 1961-1964   |                   |
| Werner Seldis                | 1964-1969   |                   |
| Karl Münch                   | 1969-1974   |                   |
| Richard Achenbach            | 1974-1978   |                   |
| Hennecke, comte de Bassewitz | 1979-1982   |                   |
| Christian Nakonz             | 1982-1986   |                   |
| Franz Eichinger              | 1986-1988   |                   |
| Herman Sitz                  | 1988-1991   |                   |
| Martin Noir                  | vers 2007   | chargé d'affaires |
| Rolf Saligman                | –2009       |                   |
| Thomas Freudenhammer         | 2009-2011   |                   |
| Ruediger Jean                | 2011-2013   |                   |
| Christian Rumplecker         | 2013-2015   |                   |
| Wolfgang Wiethoff            | 2015-2018   |                   |
| Horst Grüner                 | 2018-2022   |                   |
| Jens Kraus-Masse             | depuis 2022 |                   |

## liens web
- Site Internet de l'ambassade d'Allemagne à Freetown